# Astronium fraxinifolium

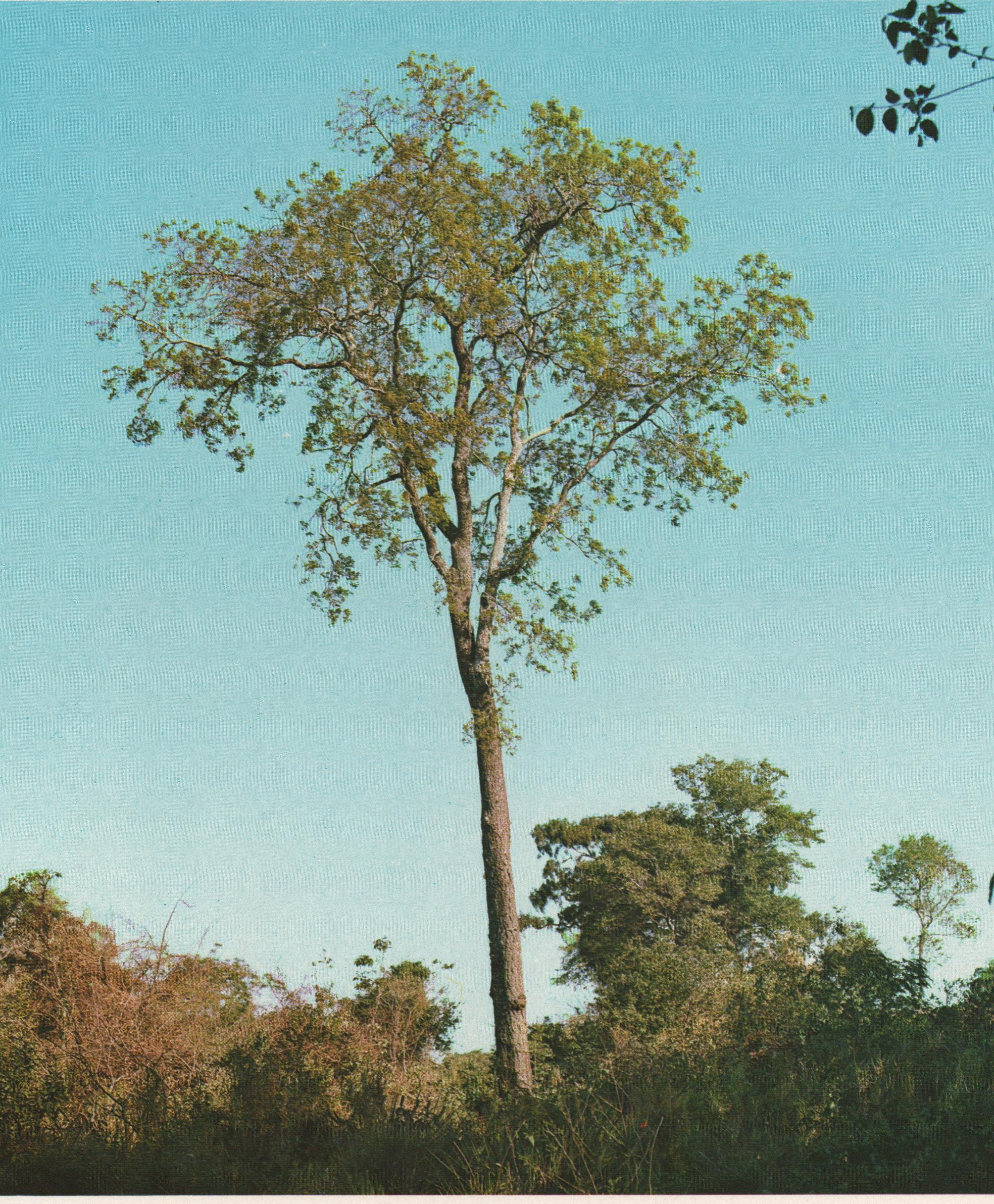
Astronium i Argentina

Astronium fraxinifolium är en sumakväxtart som beskrevs av Schott in Spreng.. Astronium fraxinifolium ingår i släktet Astronium och familjen sumakväxter. Utöver nominatformen finns också underarten A. f. glabrum.